# Гансборо (Північна Дакота)
Гансборо (англ. Hansboro) — місто (англ. city) в США, в окрузі Таунер штату Північна Дакота. Населення — 15 осіб (2020).

## Географія
Гансборо розташоване за координатами 48°57′8″ пн. ш. 99°22′51″ зх. д. / 48.95222° пн. ш. 99.38083° зх. д. (48.952321, -99.380715).  За даними Бюро перепису населення США в 2010 році місто мало площу 0,48 км², уся площа — суходіл.

## Демографія
Згідно з переписом 2010 року, у місті мешкало 12 осіб у 8 домогосподарствах у складі 4 родин. Густота населення становила 25 осіб/км².  Було 14 помешкання (29/км²).
Расовий склад населення:
| - 100,0 % — білих |

До двох чи більше рас належало 0,0 %. Частка іспаномовних становила 0,0 % від усіх жителів.
За віковим діапазоном населення розподілялося таким чином: 0,0 % — особи молодші 18 років, 91,7 % — особи у віці 18—64 років, 8,3 % — особи у віці 65 років та старші. Медіана віку мешканця становила 49,5 року. На 100 осіб жіночої статі у місті припадало 140,0 чоловіків;  на 100 жінок у віці від 18 років та старших — 140,0 чоловіків також старших 18 років.
За межею бідності перебувало 33,3 % осіб, у тому числі 100,0 % дітей у віці до 18 років та 0,0 % осіб у віці 65 років та старших.
Цивільне працевлаштоване населення становило 10 осіб. Основні галузі зайнятості: сільське господарство, лісництво, риболовля — 40,0 %, роздрібна торгівля — 20,0 %, публічна адміністрація — 20,0 %.